# 久保村隆祐
久保村 隆祐（くぼむら りゅうすけ、1914年1月1日 - 2006年2月26日）は、日本の経営学者。専門はマーケティング論等。第7代横浜国立大学学長、横浜国立大学名誉教授。元日本商業学会会長。

## 人物・経歴
長野県生まれ。1946年東京産業大学（現一橋大学）卒業。1951年横浜国立大学講師。1954年横浜国立大学助教授。1965年中小企業診断員。横浜国立大学教授を経て、1967年横浜国立大学経営学部学部長。1970年横浜国立大学経営学部長。1976年から1979年まで第7代横浜国立大学学長を務め、横浜国立大学より名誉教授の称号を受けた。1980年から1985年まで日本商業学会会長。1985年勲二等瑞宝章受章。1988年まで神奈川県教育委員会委員を務め退任。後任は齋藤進六（東京工業大学名誉教授）。2006年叙正四位。

## 著書
- 『基本商業経済』（深見義一, 久武雅夫と共著）春秋社 1954年
- 『販売管理』日本評論新社 1956年
- 『商業一般』（徳丸五郎と共著）中央経済社 1963年
- 『現代の販売業務』（木村増三,福井照重と共編）春秋社 1963年
- 『マーケティング管理』千倉書房 1965年
- 『商事』（福井照重と共著）中央経済社 1967年
- 『マーケティング』ダイヤモンド社 1968年
- 『現代の商業通論』（木村増三,石川正一と共編）春秋社 1968年
- 『流通とチャネル行動』（共編）日本生産性本部 1969年
- 『現代マーケティングの構図（第1 - 第5』（共編）日本生産性本部 1969年
- 『広告論』（村田昭治と共編）有斐閣 1973年
- 『商業学を学ぶ』（原田俊夫と共編）有斐閣 1973年
- 『商業学 : 現代流通の理論と政策』（荒川祐吉と共編）有斐閣 1974年
- 『今日の商業』（雲英道夫, 木綿良行と共著）中央経済社 1975年
- 『物流システムの設計と実例』（編著）ダイヤモンド社 1976年
- 『マーケティングの基礎知識』（田内幸一, 村田昭治と共編）有斐閣 1976年
- 『広告の経済効果』（八巻俊雄と共編）日本経済新聞社 1977年
- 『マーケティング読本』（共著）東洋経済新報社 1978年
- 『小売流通入門』（高城元と共編）有斐閣 1978年
- 『現代商学全集（1 -11）』（荒川祐吉と共編）中央経済社 1979年
- 『図説商業経済Ⅰ』実教出版 1981年
- 『流通政策』（共著）中央経済社 1982年
- 『商業辞典』（荒川祐吉と共編）同文館出版 1982年
- 『商業学を学ぶ』（原田俊夫と共編）有斐閣 1983年
- 『現代の流通政策』（吉村壽と共編著）千倉書房 1984年
- 『21世紀の流通 : 再編成でどう変わるか』（編著）日本経済新聞社 1987年
- 『現代マーケティング入門』（共著）ダイヤモンド社 1990年
- 『商学通論』（編著）同文舘出版 1991年
- 『新版マーケティング管理』（阿部周造と共著）千倉書房 1992年
- 『最新商業辞典』（荒川祐吉と監修,鈴木安昭, 白石善章共編）同文舘出版 1995年
- 『第二次流通革命』（編著）日本経済新聞社 1996年
- 『中小流通業革新への挑戦 : 専門店がまちづくりを担う』（編著）日本経済新聞社 1999年